# Anthribulus
Anthribulus es un género de coleópteros de la familia Anthribidae.

## Especies
Contiene las siguientes especies:
- Anthribulus rotundatus Leconte, 1876